# Glacidorbis occidentalis
Glacidorbis occidentalis é uma espécie de gastrópode  da família Hydrobiidae.
É endémica da Austrália.